# Кэш, Стивен
Сти́вен «Стив» Кэш (англ. Steven "Steve" Cash; род. 9 мая 1989 года, Сент-Луис, штат Миссури, США) — американский следж-хоккеист. Вратарь сборной США по следж-хоккею. Двукратный чемпион Паралимпийских игр 2010 и 2014 года, бронзовый призёр Паралимпиады 2006 года. Двукратный чемпион мира по следж-хоккею 2009 и 2012 годов, серебряный призёр чемпионата мира 2013 года и бронзовый призёр чемпионата мира 2008 года. Лучший вратарь Паралимпийских игр (2010, 2014) по проценту отражённых бросков. Был назван паралимпийцем 2009 года Паралимпийским комитетом США, а в 2010 году — следж-хоккеистом года в США. Был признан спортсменом года с инвалидностью 2010. В 2012 году получил специальный приз от зала славы Сент-Луиса.

## Биография
В три года у Стивена обнаружили рак — остеосаркому правого колена. Вскоре Стиву сделали сложнейшую операцию, в результате чего его правая нога была ампутирована выше колена. Стив провёл полгода в больнице, после чего прошли годы, прежде чем он смог привыкнуть к новой реальности, начать жить полноценно и заниматься спортом.

## Результаты

### Матчи за сборную США на Паралимпийских играх
| Матчи Кэша за сборную США на Паралимпийских играх | Матчи Кэша за сборную США на Паралимпийских играх | Матчи Кэша за сборную США на Паралимпийских играх | Матчи Кэша за сборную США на Паралимпийских играх | Матчи Кэша за сборную США на Паралимпийских играх | Матчи Кэша за сборную США на Паралимпийских играх |
| ------------------------------------------------- | ------------------------------------------------- | ------------------------------------------------- | ------------------------------------------------- | ------------------------------------------------- | ------------------------------------------------- |
| №                                                 | Дата                                              | Соперник                                          | Счёт                                              | Турнир                                            |                                                   |
| 1                                                 | 11 марта 2006                                     | Германия                                          | 1 : 2                                             | Зимние Паралимпийские игры 2006                   |                                                   |
| 2                                                 | 12 марта 2006                                     | Япония                                            | 3 : 0                                             | Зимние Паралимпийские игры 2006                   |                                                   |
| 3                                                 | 15 марта 2006                                     | Швеция                                            | 6 : 1                                             | Зимние Паралимпийские игры 2006                   |                                                   |
| 4                                                 | 16 марта 2006                                     | Норвегия                                          | 2 : 4                                             | Зимние Паралимпийские игры 2006                   |                                                   |
| 5                                                 | 16 марта 2006                                     | Германия                                          | 4 : 3                                             | Зимние Паралимпийские игры 2006                   |                                                   |
| 6                                                 | 13 марта 2010                                     | Южная Корея                                       | 5 : 0                                             | Зимние Паралимпийские игры 2010                   |                                                   |
| 7                                                 | 14 марта 2010                                     | Чехия                                             | 3 : 0                                             | Зимние Паралимпийские игры 2010                   |                                                   |
| 8                                                 | 16 марта 2010                                     | Япония                                            | 6 : 0                                             | Зимние Паралимпийские игры 2010                   |                                                   |
| 9                                                 | 18 марта 2010                                     | Норвегия                                          | 3 : 0                                             | Зимние Паралимпийские игры 2010                   |                                                   |
| 10                                                | 20 марта 2010                                     | Япония                                            | 2 : 0                                             | Зимние Паралимпийские игры 2010                   |                                                   |
| 11                                                | 8 марта 2014                                      | Италия                                            | 5 : 1                                             | Зимние Паралимпийские игры 2014                   |                                                   |
| 12                                                | 9 марта 2014                                      | Южная Корея                                       | 3 : 0                                             | Зимние Паралимпийские игры 2014                   |                                                   |
| 13                                                | 11 марта 2014                                     | Россия                                            | 1 : 2                                             | Зимние Паралимпийские игры 2014                   |                                                   |
| 14                                                | 13 марта 2014                                     | Канада                                            | 3 : 0                                             | Зимние Паралимпийские игры 2014                   |                                                   |
| 15                                                | 15 марта 2014                                     | Россия                                            | 1 : 0                                             | Зимние Паралимпийские игры 2014                   |                                                   |

### Матчи за сборную США на чемпионатах мира
| Матчи Кэша за сборную США на чемпионатах мира | Матчи Кэша за сборную США на чемпионатах мира | Матчи Кэша за сборную США на чемпионатах мира | Матчи Кэша за сборную США на чемпионатах мира | Матчи Кэша за сборную США на чемпионатах мира | Матчи Кэша за сборную США на чемпионатах мира |
| --------------------------------------------- | --------------------------------------------- | --------------------------------------------- | --------------------------------------------- | --------------------------------------------- | --------------------------------------------- |
| №                                             | Дата                                          | Соперник                                      | Счёт                                          | Турнир                                        |                                               |
| 1                                             | 29 марта 2008                                 | Япония                                        | 5 : 1                                         | Чемпионат мира по следж-хоккею 2008           |                                               |
| 2                                             | 30 марта 2008                                 | Италия                                        | 4 : 0                                         | Чемпионат мира по следж-хоккею 2008           |                                               |
| 3                                             | 1 апреля 2008                                 | Норвегия                                      | 2 : 3                                         | Чемпионат мира по следж-хоккею 2008           |                                               |
| 4                                             | 2 апреля 2008                                 | Канада                                        | 0 : 3                                         | Чемпионат мира по следж-хоккею 2008           |                                               |
| 5                                             | 4 апреля 2008                                 | Германия                                      | 5 : 1                                         | Чемпионат мира по следж-хоккею 2008           |                                               |
| 6                                             | 5 апреля 2008                                 | Япония                                        | 3 : 1                                         | Чемпионат мира по следж-хоккею 2008           |                                               |
| 7                                             | 9 мая 2009                                    | Италия                                        | 3 : 0                                         | Чемпионат мира по следж-хоккею 2009           |                                               |
| 8                                             | 10 мая 2009                                   | Южная Корея                                   | 2 : 1                                         | Чемпионат мира по следж-хоккею 2009           |                                               |
| 9                                             | 12 мая 2009                                   | Норвегия                                      | 1 : 2                                         | Чемпионат мира по следж-хоккею 2009           |                                               |
| 10                                            | 14 мая 2009                                   | Канада                                        | 2 : 1                                         | Чемпионат мира по следж-хоккею 2009           |                                               |
| 11                                            | 16 мая 2009                                   | Норвегия                                      | 1 : 0                                         | Чемпионат мира по следж-хоккею 2009           |                                               |
| 12                                            | 25 марта 2012                                 | Эстония                                       | 2 : 1                                         | Чемпионат мира по следж-хоккею 2012           |                                               |
| 13                                            | 26 марта 2012                                 | Чехия                                         | 1 : 2                                         | Чемпионат мира по следж-хоккею 2012           |                                               |
| 14                                            | 28 марта 2014                                 | Япония                                        | 5 : 0                                         | Чемпионат мира по следж-хоккею 2012           |                                               |
| 15                                            | 29 марта 2012                                 | Канада                                        | 2 : 1                                         | Чемпионат мира по следж-хоккею 2012           |                                               |
| 16                                            | 1 апреля 2012                                 | Южная Корея                                   | 5 : 1                                         | Чемпионат мира по следж-хоккею 2012           |                                               |
| 17                                            | 13 апреля 2013                                | Швеция                                        | 7 : 0                                         | Чемпионат мира по следж-хоккею 2013           |                                               |
| 17                                            | 14 апреля 2013                                | Норвегия                                      | 7 : 0                                         | Чемпионат мира по следж-хоккею 2013           |                                               |
| 19                                            | 16 апреля 2013                                | Чехия                                         | 3 : 0                                         | Чемпионат мира по следж-хоккею 2013           |                                               |
| 20                                            | 18 апреля 2013                                | Россия                                        | 2 : 1                                         | Чемпионат мира по следж-хоккею 2013           |                                               |
| 21                                            | 20 апреля 2013                                | Канада                                        | 0 : 1                                         | Чемпионат мира по следж-хоккею 2013           |                                               |